# バルテレミー・ボガンダ
バルテレミー・ボガンダ（Barthélemy Boganda 1910年4月4日 - 1959年3月29日）は、フランス領ウバンギ・シャリ、中央アフリカ共和国の政治家。
カトリックのミッションスクールを卒業して聖職者の道を歩んでいたが、1946年にフランスの国民議会に選出される。1949年に黒アフリカ社会進歩運動 (MESAN) を作り、同党の党頭となる。同時期結成されたアフリカ民主連合には加盟せず、独自路線を歩み続けた。
1958年にウバンギ・シャリがフランス共同体内の自治共和国となると、ボガンダは首相に就任。国名を中央アフリカ共和国へと変更し、親族で側近の元小学校長ダヴィド・ダッコ内相や医師のアベル・グンバ蔵相を率いた。
ボガンダはフランスとの対決姿勢は取らなかったが、フランス領赤道アフリカにおいてもっとも積極的な連邦論者であり、各植民地の分離独立を主張するガボンのレオン・ムバらと対立した。このボガンダの連邦論は赤道アフリカにとどまらず、ベルギー領コンゴやルワンダ・ブルンジ、ポルトガル領アンゴラをも視野に入れたラテンアフリカ連邦構想を提唱していた。
しかし1959年3月29日、ボガンダは西部のベルベラティの町から首都バンギへと飛行機で戻る途中、飛行機が墜落して独立を目前にして事故死した。
現在の中央アフリカの国旗はボガンダの手によってデザインされており、50年以上使われている。
『インディ・ジョーンズ 若き日の冒険』では、幼い頃のボガンダが登場している。「バルテレミー」という名前は、イザック・ド・バンコレが演じた同じ名前の軍曹から受け継いだことにされている。
なお、後に大統領となるジャン＝ベデル・ボカサはボガンダの甥にあたる。
| 公職                | 公職                               | 公職                |
| ------------------- | ---------------------------------- | ------------------- |
| 先代 アベル・グンバ | 中央アフリカ共和国首相 1958 - 1959 | 次代 アベル・グンバ |